# 27532 Buchwald-Wright
27532 Buchwald-Wright è un asteroide della fascia principale esterna. Scoperto nel 2000, presenta un'orbita caratterizzata da un semiasse maggiore pari a 2,841480 UA e da un'eccentricità di 0,147125, inclinata di 8,151197° rispetto all'eclittica. Ha un diametro di 6,066 km e un'albedo di 0,145.
L'asteroide è dedicato a Charles von Buchwald-Wright, amministratore di rete presso l'osservatorio Lowell.
Fa parte della famiglia di asteroidi 1993 FY12.